# Église Saint-Pierre de Planèzes
Pour les articles homonymes, voir église Saint-Pierre.
L'église Saint-Pierre de Planèzes est une église romane située à Planèzes, dans le département français des Pyrénées-Orientales.